# Lương Thị Nguyện
Lương Thị Nguyện (chữ Hán: 梁氏願; 18 tháng 10 năm 1800 – 9 tháng 12 năm 1871), phong hiệu Thất giai Quý nhân (七階貴人), là một thứ phi của vua Minh Mạng nhà Nguyễn trong lịch sử Việt Nam.

## Tiểu sử
Quý nhân Lương Thị Nguyện nguyên quán ở làng Phù Mỹ, tỉnh Bình Định, là con gái của ông Lương Đình Suý, được truy tặng chức Cẩm y vệ Hiệu úy. Bà sinh ngày 1 tháng 9 (âm lịch) năm Canh Thân (1800). Dựa vào năm sinh của hoàng nữ Quang Tĩnh, bà Nguyện đã nhập cung hầu vua Minh Mạng từ khi ông còn là Thái tử.
Ngày 8 tháng 11 (âm lịch) năm Tân Mùi (1871), thời vua Tự Đức, Quý nhân Lương thị qua đời, hưởng thọ 72 tuổi, được ban thụy là Trang Thuận (莊順). Mộ của bà Quý nhân được táng ở làng Nguyệt Biều (nay là một phần của phường Thủy Biều, Huế). Bài vị của bà được thờ ở phủ con trai là Lạc Biên Quận công Miên Khoan.

## Hậu duệ
Quý nhân Lương Thị Nguyện sinh cho vua Minh Mạng được 1 hoàng tử và 2 hoàng nữ:
- Hương La Công chúa Nguyễn Phúc Quang Tĩnh (1817 – 26 tháng 11 năm 1844), hoàng nữ thứ 5, kết hôn với Hoàng Kế Viêm.
- Tân Hòa Công chúa Nguyễn Phúc Đoan Thận (2 tháng 1 năm 1822 – 23 tháng 5 năm 1866), hoàng nữ thứ 13.
- Lạc Biên Quận công Nguyễn Phúc Miên Khoan (8 tháng 7 năm 1825 – 2 tháng 9 năm 1863), hoàng tử thứ 33.